# Cyathula semirosulata
Cyathula semirosulata là loài thực vật có hoa thuộc họ Dền. Loài này được Masam. mô tả khoa học đầu tiên năm 1943.